# 帝國教會

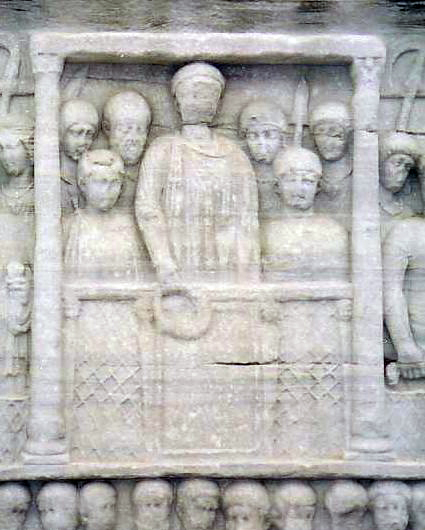
狄奥多西方尖碑上 顯示了狄奥多西一世皇帝形象的刻雕

帝國教會（英文: Imperial Church）是與帝國緊密地聯繫在一起的教會。

## 簡述
首個可被歸類為此種教會的宗教組織是羅馬帝國所控制的國家教會，它從羅馬帝國朝廷所在地自羅馬轉移到君士坦丁堡的時候起，就受到羅馬帝國皇帝的資助和很大程度上的控制。該帝國內的教會與國家之間的聯繫始於狄奧多西一世皇帝於主後380年2月27日所頒佈的《帖撒羅尼迦敕令》。
西班牙帝國有其帝國教會，如恩裏克杜塞爾（Enrique Dussel）的作品《1492年至1992年間 拉丁美洲的教會》（The Church in Latin America 1492-1992）的第一章《帝國教會從強徵到衰落的歷程》（The Course of the Imperial Church from Imposition to Eclipse）所述的一樣。
「帝國教會」一詞也被用來描繪英國國教會作爲大英帝國的教會的願景。
在瑪麗·R·索耶（Mary R. Sawyer）所著的《邊緣的教會：活生生的基督教社區》（The Church on the Margins: Living Christian Community）一書中，她使用帝國教會一詞來指稱任何支持由一些人來統治其他人的教會。因此, 她聲稱教會在君士坦丁一世皇帝實施了一系列政策後，「已經演變爲一個等級制式的、父權制式的和主教制式的教會，其中基督教的魅力或精神被壓制。基督教不僅成為國教（state-religion），還成為帝國宗教（imperial religion）」。